# دوري أبطال أوروبا لكرة اليد 2015–16
دوري أبطال أوروبا لكرة اليد 2015–16 هو موسم من دوري أبطال أوروبا لكرة اليد. أقيم خلال الفترة 5 سبتمبر 2015 وحتى 29 مايو 2016، وأشرف على تنظيمه الاتحاد الأوروبي لكرة اليد، وفاز فيه فيف تارغي كيلسي.